# 史提芬·艾倫·永利
史提芬·艾倫·永利（通稱為永利；英文：Stephen Alan Wynn，1942年1月27日— ），美國博彩業商人，前永利渡假村集團及永利渡假村(澳門)股份有限公司主席，旗下的永利渡假村集團在美國拉斯維加斯及澳門開設賭場。有「拉斯維加斯之父」之稱。

## 投資賭業
永利早年投資拉斯維加斯，開設多間賭場，並以多項娛樂吸引旅客前往。1980年代末期的夢幻金殿酒店（Mirage）是代表作。2002年，澳門政府公開競投博彩業牌照，永利親自前往澳門參與競投，並成功獲得牌照。他亦獲得有「蘭桂坊之父」之稱的香港商人盛智文協助，成功購得在葡京娛樂場對面的一幅土地，投資12億美元（約96億澳門元）興建永利澳門渡假村，於2006年9月4日開業。
2006年5月30日，永利在佳士得拍賣會上以7,852萬港元投得明朝時期製造的洪武釉裡紅纏枝牡丹紋玉壺春瓶，打破明朝瓷器拍賣成交價的世界紀錄。永利把花瓶贈送予澳門特區政府，作為澳門博物館的收藏品。

## 爭議

### 捲入性侵醜聞
2018年1月，華爾街日報報道指出，永利曾多次要求女性員工裸體給他按摩，有時候還強迫她們跟他發生性關係，而且這種行為持續了數十年。這些員工因為想保住飯碗而不敢反抗，直到一名美甲師向媒體投訴這些事才曝光，這也是美國性侵醜聞連環爆以來，第一次有大型上市公司執行長遭指控。而公司為避免醜聞外流，花費750萬美元私下和解，意圖讓此事就此解決。
1月27日，受醜聞影響，永利辭去共和黨全國委員會財務主席一職，並獲總統特朗普接納。
2018年2月7日 史提芬·艾倫·永利因性騷擾醜聞辭去公司職務。
2018年3月23日 史提芬·艾倫·永利出售所有股份給銀河娛樂集團。

### 被指為中共代理人
2022年5月17日，永利被美国司法部起诉，理由是曾代表前中共公安部副部长孙力军游说特朗普政府，请求对方将流亡商人郭文贵驱逐出境。基於他一直與中共政府十分深交，美國司法部曾三度要求永利按照《外国代理人登记法》将自己注册为外国代理人，但遭到拒绝。司法部憑親中共方面的關係證據試圖將他告上法院，不過永利法律團隊以他這幾年已退休為由，促使法院駁回審理，使他免除了注册的官司。

## 軼事
- 2006年10月19日，永利意外的損毀畢加索的名畫《夢》。據說他在畫上捅出一個手指般大小的破洞。
- 2007年10月29日，永利在嘉信理財的IMPACT2007答問會上，大談文化大革命，並說：「這低能（imbecile）的毛澤東幾乎拖垮了那個國家（中國）。」

## 外部連結
- Steve Wynn在互联网电影资料库（IMDb）上的資料（英文）